# IC 4857
IC 4857 је спирална галаксија у сазвјежђу Паун која се налази на листи објеката дубоког неба у Индекс каталогу.
Деклинација објекта је - 58° 46' 5" а ректасцензија 19h 28m 39,1s. Привидна величина (магнитуда) објекта IC 4857 износи 13,1 а фотографска магнитуда 13,8. Налази се на удаљености од 52,113 милиона парсека од Сунца. IC 4857 је још познат и под ознакама IC 4858, ESO 142-12, AM 1924-585, IRAS 19244-5852, PGC 63256.